# Haite Kudasai, Takamine-san
Haite Kudasai, Takamine-san (japanisch 履いてください、鷹峰さん) ist eine Manga-Serie von Yuichi Hiiragi, die seit 2019 in Japan erscheint. 2025 erschien eine Anime-Adaption von Studio Liden Films.

## Inhalt
Eines Tages erwischt der Oberschüler Kōshi Shirota die Schülersprecherin Takane Takamine beim Umziehen. Als er später bemerkt, dass sie 98 Punkte für ihren Test bekommen hat, zieht sie ihr Höschen aus, und er sieht, wie sie das Ergebnis erneut erhält, diesmal jedoch mit der vollen Punktzahl. Takamine konfrontiert Shirota und erzählt ihm, dass sie die Fähigkeit hat, die Zeit zurückzudrehen, indem sie ihre Unterwäsche auszieht, die dann verschwindet. Da er sie jedoch nackt gesehen hat, kann er mit ihr in die Vergangenheit reisen. Sie zwingt ihn dann, ihr „Schrank“ zu sein, indem sie ihre Unterwäsche überall dort, wo sie die Kraft einsetzt, durch frische ersetzt und alles vor anderen geheim hält.

## Veröffentlichung
Die Mangaserie wird seit 2019 im Magazin Gekkan Gangan Joker veröffentlicht. Die Kapitel werden von Square Enix veröffentlicht. Eine englische Übersetzung erscheint bei Yen Press.

## Animeserie
Eine Adaption als Anime entstand beim Studio Liden Films unter der Regie von Tomoe Makino. Die künstlerische Leitung lag bei Yukiko Ashino, für den Ton war Akane Maeda verantwortlich. Die 25 Minuten langen Folgen werden seit dem 2. April 2025 von AT-X in Japan ausgestrahlt. Die Plattform Crunchyroll veröffentlicht die Serie international per Streaming, unter anderem mit deutschen und englischen Untertiteln.

### Synchronisation
| Rolle                | japanischer Sprecher (Seiyū) |
| -------------------- | ---------------------------- |
| Takane Takamine      | Yurika Kubo                  |
| Kōshi Shirota        | Daisuke Kasuya               |
| Erie Evergreen / Eri | Sumire Uesaka                |
| Rurika Kurosaki      | Miyu Tomita                  |

### Musik
Die Musik der Serie komponierte  Takeshi Nakatsuka. Das Vorspannlied ist Baby Baby Baby von Masami Okui zusammen mit Suzuki und der Abspann ist unterlegt mit Hightail it von Makoto Furukawa.